# Vertigo elatior
Vertigo elatior är en snäckart som beskrevs av Sterki 1894. Vertigo elatior ingår i släktet Vertigo och familjen puppsnäckor. Inga underarter finns listade i Catalogue of Life.